# Bamba
Bamba is een gemeente (commune) in de regio Gao in Mali. De gemeente telt 13.400 inwoners (2009).